# Чавес, Лаутаро
Лаутаро Роландо Чавес (исп. Lautaro Rolando Chávez; род. 17 января 2001, Лавалье, Корриентес) — аргентинский футболист, полузащитник клуба «Химнасия Ла-Плата».

## Клубная карьера
Чавес — воспитанник клуба «Химнасия Ла-Плата». 9 марта 2018 года в матче против «Банфилда» он дебютировал в аргентинской Примере. 17 июня 2022 года в поединке против «Платенсе» Лаутаро забил свой первый гол за «Химнасию Ла-Плата».